# 库皮扬斯克市镇
库皮扬斯克市级市镇（烏克蘭語：Куп'янська міська громада），是乌克兰东部哈爾科夫州庫皮揚斯克區的一个市镇，行政中心为库皮扬斯克。市镇面积为148.4平方公里，人口数量为56,283人（2020年）。

## 聚居点
该市镇包括一个城市（库皮扬斯克）、两个市级镇（基夫沙里夫卡、库皮扬斯克-武兹洛维伊）和9个村庄。村庄列表如下：
- 博爾德里夫卡
- 奧薩季基夫卡
- 奧西諾沃
- 波伊杜尼夫卡
- 普里斯廷
- 普羅科皮夫卡
- 塞尼奧克
- 斯廷卡
- 塔馬爾哈尼夫卡